# Centre de publication universitaire
Le Centre de publication universitaire ou CPU est une institution affiliée au ministère tunisien de l'Enseignement supérieur et de la Recherche scientifique, créé en 1996. Il a pour objectif l'organisation et la promotion de l'élaboration, l'édition et la diffusion des publications universitaires afin d'encourager la production scientifique et de rendre les livres et les thèses universitaires plus accessible aux étudiants.

## Histoire
Le Centre de publication universitaire est une extension du Centre d'études, de recherches et de publications, créé en 1973 à la faculté de droit et de sciences politiques de Tunis, et qui se limite toutefois aux domaines du droit et des sciences politiques. Après sa restructuration en 1996, il inclut tous les domaines scientifiques, littéraires, juridiques et autres connaissances et prend le nom de Centre de publication universitaire.

## Siège
Le Centre de publication universitaire se situe au sein du campus universitaire de La Manouba près de Tunis.

## Publications universitaires
Les publications du centre sont divisées en huit disciplines :
- Sciences humaines, sociales et religieuses ;
- Sciences économiques et de gestion ;
- Sciences juridiques et politiques ;
- Sciences fondamentales ;
- Sciences médicales ;
- Sciences de l'ingénieur ;
- Lettres et civilisation ;
- Architecture, urbanisme et beaux-arts.

Ces publications sont divisées en livres, dont certains sont pédagogiques, y compris des travaux de conférences, dont certains s'adressent à un public plus large. Certaines de ses publications traitent de la recherche dans différents domaines scientifiques et peuvent intéresser un grand nombre de lecteurs.